# Xã Whiteley, Quận Greene, Pennsylvania
Xã Whiteley (tiếng Anh: Whiteley Township) là một xã thuộc quận Greene, tiểu bang Pennsylvania, Hoa Kỳ. Năm 2010, dân số của xã này là 649 người.